# Gülbadam Babamyratowa
Gülbadam Babamyratowa (* 24. August 1991 in Tschardschou; russische Variante des Namens Гульбадам Бабамуратова Gulbadam Babamuratowa, auch Babamuratova) ist eine turkmenische Kampfsportlerin, die sowohl als Judoka als auch im Sambo und im Gürtelringen internationale Erfolge feiern konnte.

## Biographie
Nach ihrem Sieg beim Europacupturnier im Judo in Istanbul im Juli 2012 wurde Gülbadam Babamyratowa im Oktober 2012 Weltmeisterin im Sambo in der Gewichtsklasse bis 52 kg. Im Dezember 2012 folgte ein Sieg im Studenten-Sambo-Weltcupturnier von Kasan.
2013, als Gürtelringen erstmals im Programm der Sommer-Universiade stand, gewann Babamyratowa im Gürtelringen in der Gewichtsklasse bis 52 kg eine von insgesamt zwei Goldmedaillen der turkmenischen Mannschaft und außerdem Bronze in derselben Gewichtsklasse im Sambo. Bei den Asienspielen 2014 war sie als Silbermedaillengewinnerin im Judo-Bewerb in der Gewichtsklasse bis 52 kg die erfolgreichste Sportlerin ihres Landes. Bei den Asian Beach Games 2014 errang sie Turkmenistans einzige Goldmedaille im Strand-Sambo und holte Silber im gemischten Teambewerb. 2016 nahm sie im Judo an den Olympischen Sommerspielen teil, scheiterte jedoch schon in Runde 1.
Babamyratowa ist Studentin am Türkmenistanyň milli sport we syýahatçylyk instituty (Nationales Institut für Sport und Tourismus Turkmenistans). Sie wird trainiert von Çemengül Geldybaýewa und Dörtguly Tejenow.
Während der Eröffnungsfeier der Olympischen Sommerspiele 2020 war sie gemeinsam mit dem Schwimmer Merdan Atayev die Fahnenträgerin ihrer Nation.